# Laurenz Laufenberg
Laurenz Laufenberg (* 1990 in Köln) ist ein deutscher Schauspieler. Er lebt in Berlin.

## Leben
Laufenberg absolvierte von 2009 bis 2013 am Max Reinhardt Seminar in Wien eine Schauspielausbildung. Erste Erfahrungen am Theater konnte er am Theater in der Josefstadt Wien in „Frühlings Erwachen“ von Frank Wedekind und im Körber Studio Junge Regie Hamburg in dem Stück „In euren Augen“ von Jens Bluhm machen. 2012 nahm Laufenberg an den Werkstatttagen des Burgtheaters Wien (Regie: Helene Vogel und Alexander Wiegold) teil. Nach seiner Ausbildung war er in der Spielzeit 2013/14 Ensemblemitglied am Schauspielhaus Graz. 
Seit der Spielzeit 2014/2015 und bis zur Spielzeit 2023/2024 gehörte Laurenz Laufenberg zum Ensemble der Schaubühne am Lehniner Platz in Berlin. Seither ist er als Gast in verschiedenen Produktionen der Schaubühne zu sehen.
Er war auch in Film- und Fernsehproduktionen zu sehen und wirkte außerdem in mehreren Hörspielproduktionen, u. a. des ORF und des Deutschlandradios Kultur mit.
Bei der Kritiker-Umfrage der Zeitschrift „Theater heute“ wurde Laurenz Laufenberg 2019 für seine Rolle des Edouard in Edouard Louis’ „Im Herzen der Gewalt“ (Schaubühne Berlin) zum „Nachwuchsschauspieler des Jahres“ gewählt.

## Theater (Auswahl)
- 2013: Thalerhof von Andrzej Stasiuk, Regie: Anna Badora, Schauspielhaus Graz
- 2013: Waisen von Dennis Kelly, Regie: Lina Hölscher, Schauspielhaus Graz
- 2013: Holzfällen von Thomas Bernhard, Regie: Krystian Lupa, Schauspielhaus Graz
- 2014: Das Ballhaus, Le Bal von Julia Robert und Viktor Bodó, Regie: Viktor Bodó, Schauspielhaus Graz
- 2014: Ivanow von Anton Tschechow, Regie: Jan Jochymski, Schauspielhaus Graz
- 2014: The Forbidden Zone von Duncan Macmillian, Regie: Katie Mitchell, Schaubühne Berlin
- 2015: Richard III. von William Shakespeare, Regie: Thomas Ostermeier, Schaubühne Berlin
- 2015: Stück Plastik von Marius von Mayenburg, Regie: Marius von Mayenburg, Schaubühne Berlin, Uraufführung
- 2015: thisisitgirl – Ein Abend über Frauen und Fragen und Frauenfragen für Frauen und Männer, Realisation: Patrick Wengenroth, Schaubühne Berlin
- 2015: Ungeduld des Herzens von Stefan Zweig, Regie: Simon McBurney, Schaubühne Berlin
- 2016: Wallenstein von Friedrich Schiller, Regie: Michael Thalheimer, Schaubühne Berlin
- 2016: Professor Bernhardi von Arthur Schnitzler, Regie: Thomas Ostermeier, Schaubühne Berlin
- 2018: Im Herzen der Gewalt von Edouard Louis, Regie: Thomas Ostermeier, Schaubühne Berlin
- 2018: Italienische Nacht von Öden von Horváth, Regie: Thomas Ostermeier, Schaubühne Berlin
- 2019: Abgrund von Maja Zade, Regie: Thomas Ostermeier, Schaubühne Berlin, Uraufführung
- 2019: Jugend ohne Gott von Öden von Horváth, Regie: Thomas Ostermeier, Schaubühne Berlin
- 2023: Die Möwe von Anton Tschechow, Regie: Thomas Ostermeier, Schaubühne Berlin
- 2024: Mnemonic, Regie: Simon McBurney, Complicité / Royal National Theatre, London

## Film - und Fernsehen (Auswahl)
- 2006: Die Familienanwältin (Serie), Regie: Christoph Schnee, RTL
- 2012: Bergwelten – Auf den Bergen ist Freiheit (Serie), Regie: Lutz Maurer, ServusTV
- 2014: Adam, Regie: David Lapuch, Kino
- 2014, 2022: SOKO Köln (Serie), Regie: Torsten Wacker, Tina Kriwitz, ZDF
- 2014: LiebeMacht, Regie: Dieter Berner, Kino
- 2015: Das Versprechen, Regie: Matti Geschonneck, Spielfilm, ZDF
- 2017: Ich Ich Ich (Diplomfilm), Regie: Zora Rux, dffb
- 2017: Der Tod und das Mädchen – Van Leeuwens dritter Fall, Regie: Hans Steinbichler
- 2019: Alle reden übers Wetter, Regie: Annika Pinske, Kino
- 2020: Toen wij de tijd hadden (Webserie), Regie: Elène Zuidmeer, De Vandalen (NL)
- 2021: WAS, WENN (Kurzfilm), Regie: Emma Bading
- 2023: Letzte Spur Berlin (Serie), Regie: Verena S. Freytag, ZDF

## Auszeichnungen
- 2016: Nominierung für den Friedrich-Luft-Preis für Richard III an der Schaubühne Berlin (Regie: Thomas Ostermeier)
- 2017: Nominierung für den Friedrich-Luft-Preis für Professor Bernhardi an der Schaubühne Berlin (Regie: Thomas Ostermeier)
- 2019: Nachwuchsschauspieler des Jahres (Theater heute) für „Edouard“ in Im Herzen der Gewalt an der Schaubühne (Regie: Thomas Ostermeier)